# 杰勒德·哈洛克
杰勒德·哈洛克（英語：Gerard Hallock，1905年6月14日—1996年5月26日），美国男子冰球运动员，场上位置是后卫。他曾代表美国国家队参加1932年冬季奥林匹克运动会冰球比赛，获得一枚银牌。